# Friedrich Mandl
Friedrich Mandl (* 3. Januar 1901 in Fürholz; † 23. Juli 1983 in Grainet) war ein deutscher Politiker der CSU.
Mandl war in seinem Wohnort Grainet als Landwirt tätig. 1946 gehörte er der Verfassunggebenden Landesversammlung an.